# Стефано делла Белла
Стефано делла Белла (італ. Stefano della Bella; 18 травня, 1610, Флоренція — 12 липня, 1664, Флоренція) — італійський художник і графік з міста Флоренція.

## Життєпис, ранні роки
Батько був скульптором і працював помічником у майстерні Джованні да Болонья. Тому, волаючи надати синові забезпечене майбутнє, схилив до опанування малюнка і графічних технік в майстерні ювеліра та медальєра. Приблизно з 1623 року він навчався у гравера Ораціо Ванні та його родича Джованні Баттіста Ванні та Чезаре Дандіні, де опановував техніку живопису. Стефано делла Белла починав як художник і малювальник, позаяк у Флоренції був культ малюнка з доби відродження.
Перші самостійні твори молодого художника відомі з 1626—1627 рр. До першого флорентійського періоду належать гравюри «Бенкет товариства Піячеволі» та «Урочистості з нагоди канонізації Андреа Корсіні». Згодом його патроном став князь Тосканський Лоренцо ді Фернандо де Медічі.
Відомо, що Стефано дела Белла копіював графічні твори Жака Калло і художня манера останнього помітно вплинула на його твори. Жак Калло працював у Флоренції в період 1611–1621 рр. і у місті знали його твори у оригіналах.

## Римський період
За сприяння князя Лоренцо ді Фернандо де Медічі Стефано делла Белла відіслали на стажування до Рима. Стажування у Римі і вивчення творів мистцтва, зосереджених у папській столиці, розтяглося на шість років (1633-1639). За припущеннями, він не поривав зв'язку із впливовими багатіями Флоренції і приїздив туди, виконуючи замови на декор при похованнях та на різні урочистості. В графічних творах митця цього періоду вбачають впливи Реміджо Кантагалліни та Джуліо Паріджі. 
Відомо, що він працював у майстерні Реміджо Кантагалліни.

## Одинадцять років у Парижі
1639 року Стефано дела Белла прибув у Париж, де працюватиме до 1650 року. Як майстер і художник декоратор, він добре відчував специфіку французького мистецтва, де непогано укладався у вимоги до орнаментального мистецтва, що розквітло на той час у столиці Франції. Він виборов власне місце також у конкурентній боротьбі з французькими майстрами орнаментальної гравюри середини XVII ст.
1647 року він відвідав також Голландію, бо знав про офорти, створені художником Рембрандтом.
Стефано дела Белла був автором шести орнаментальних серій, п'ять із котрих були виконані у Паризький період. Лише останню серію гравюр він виконав по поверненню у Флоренцію.

## Графіка паризького періода

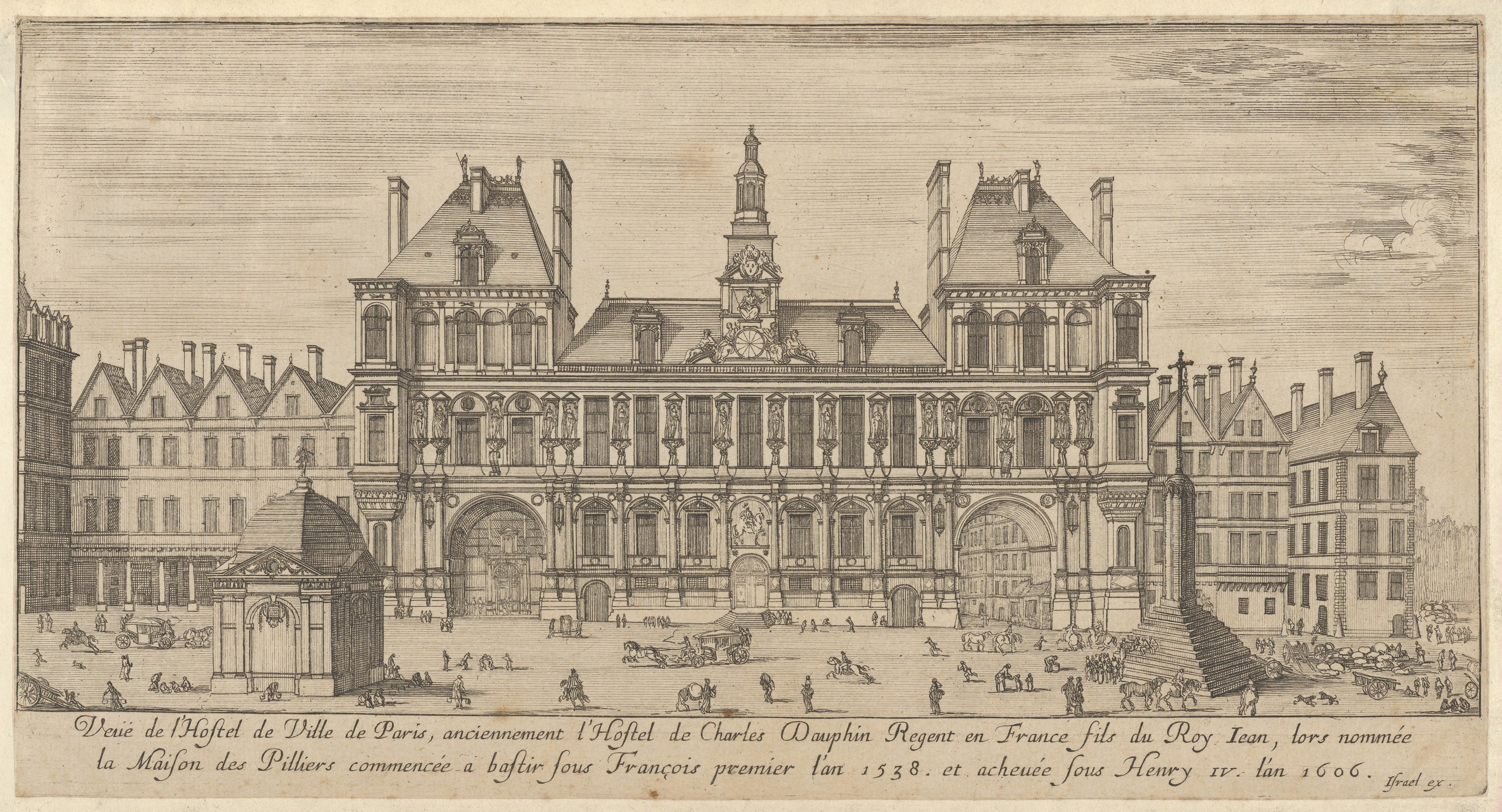
Ратуша Парижа.
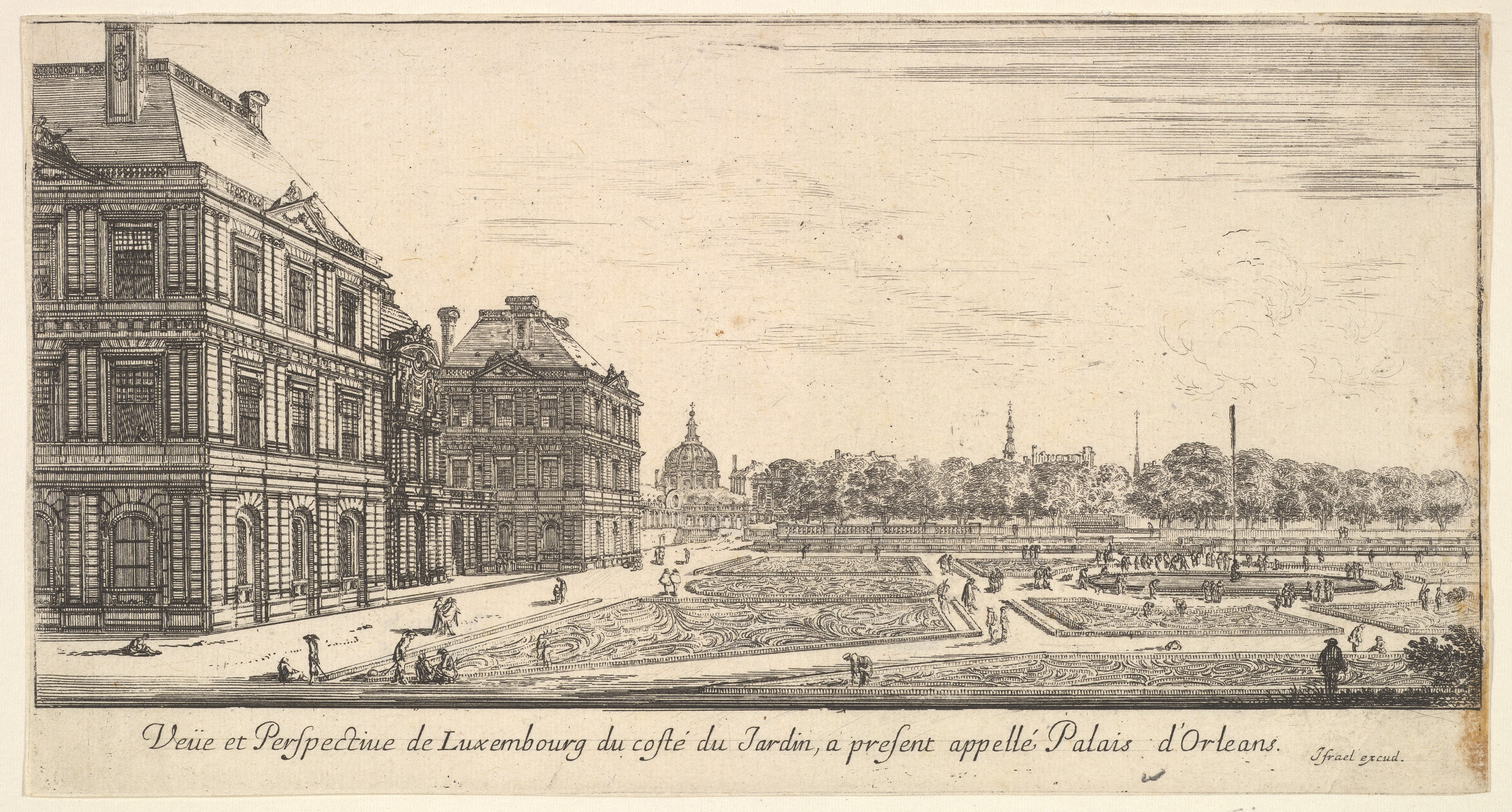
«Люксмбурзький палац і регулярний парк»
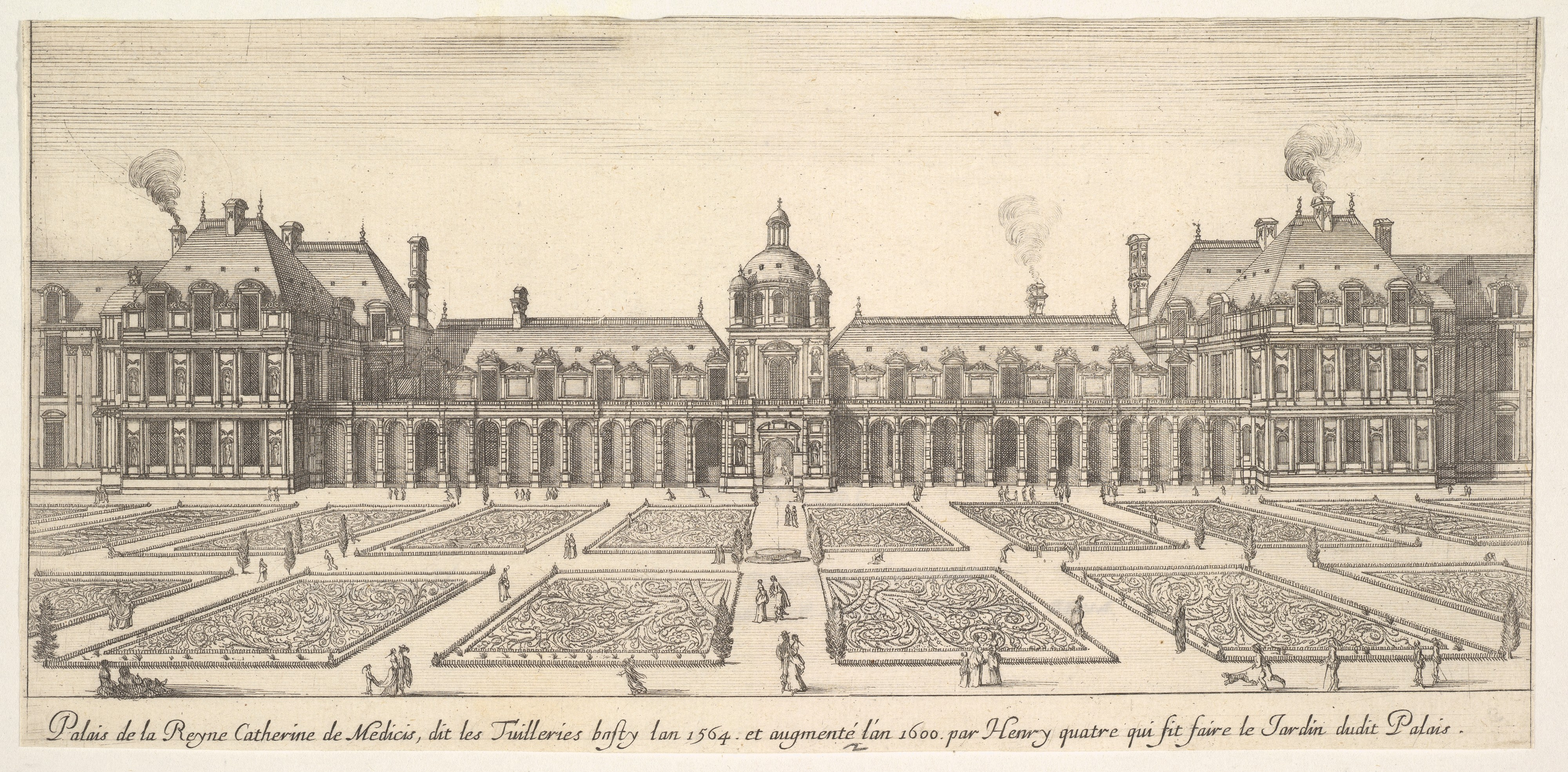
«Палац французької королеви Катерини Медічі»
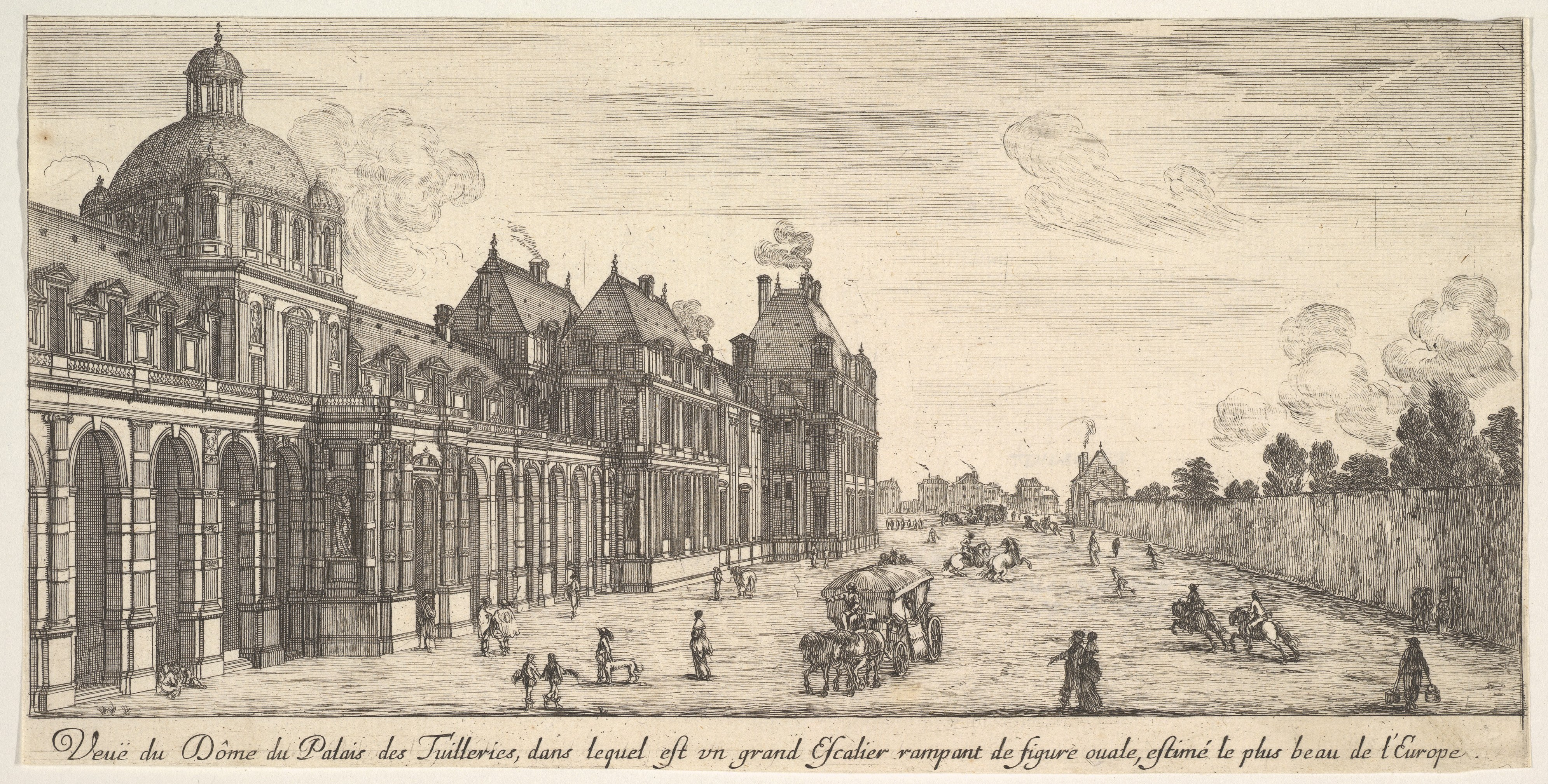
«Палац Тюїльрі»
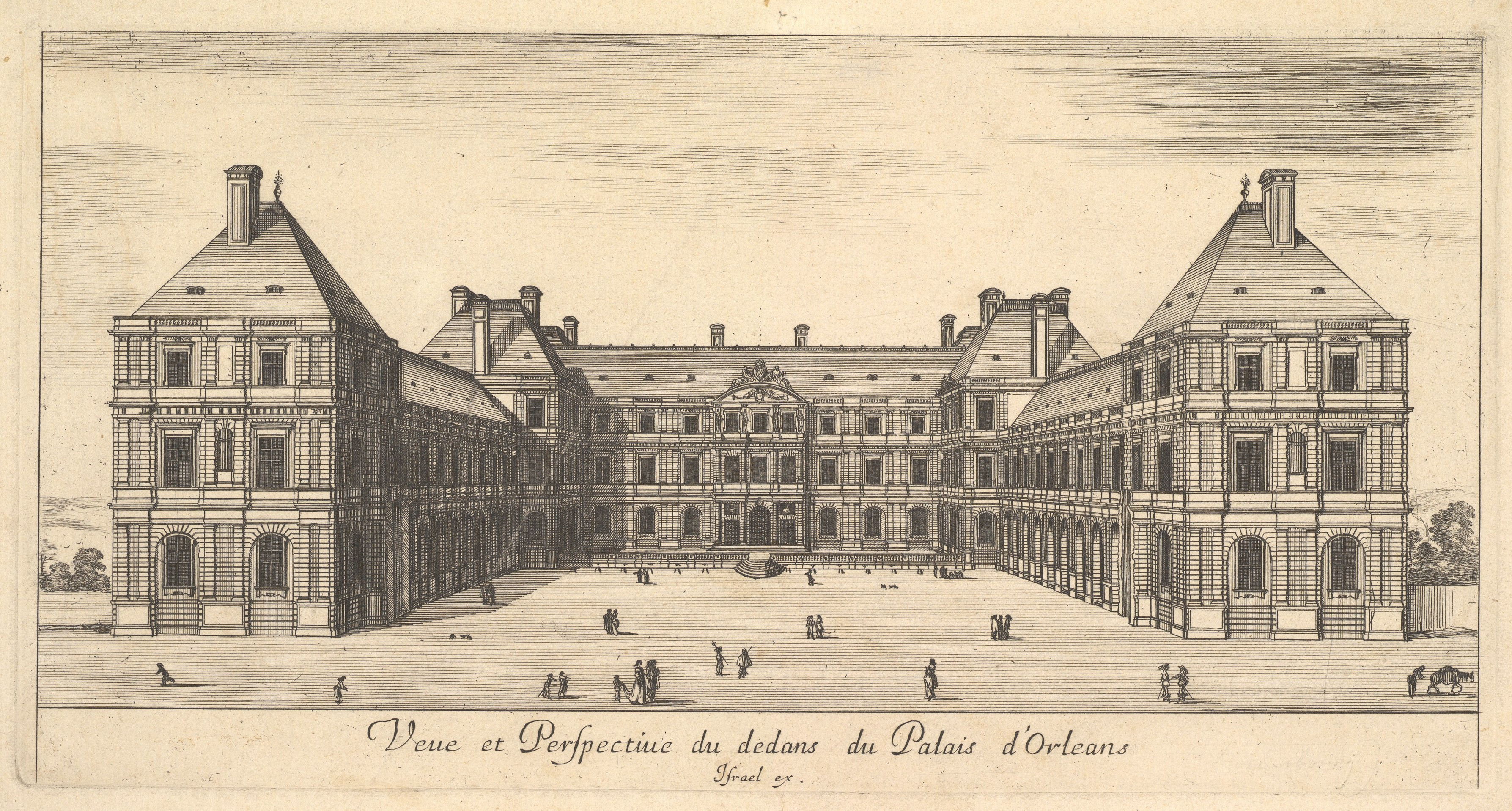
«Орлеанський палац»

## Останні роки
Останні роки гравера пройшли у рідній Флоренції. Він помер у Флоренції 12 липня 1664 року.

## Вибрані твори (графіка)
- «Бенкет товариства Піячеволі»

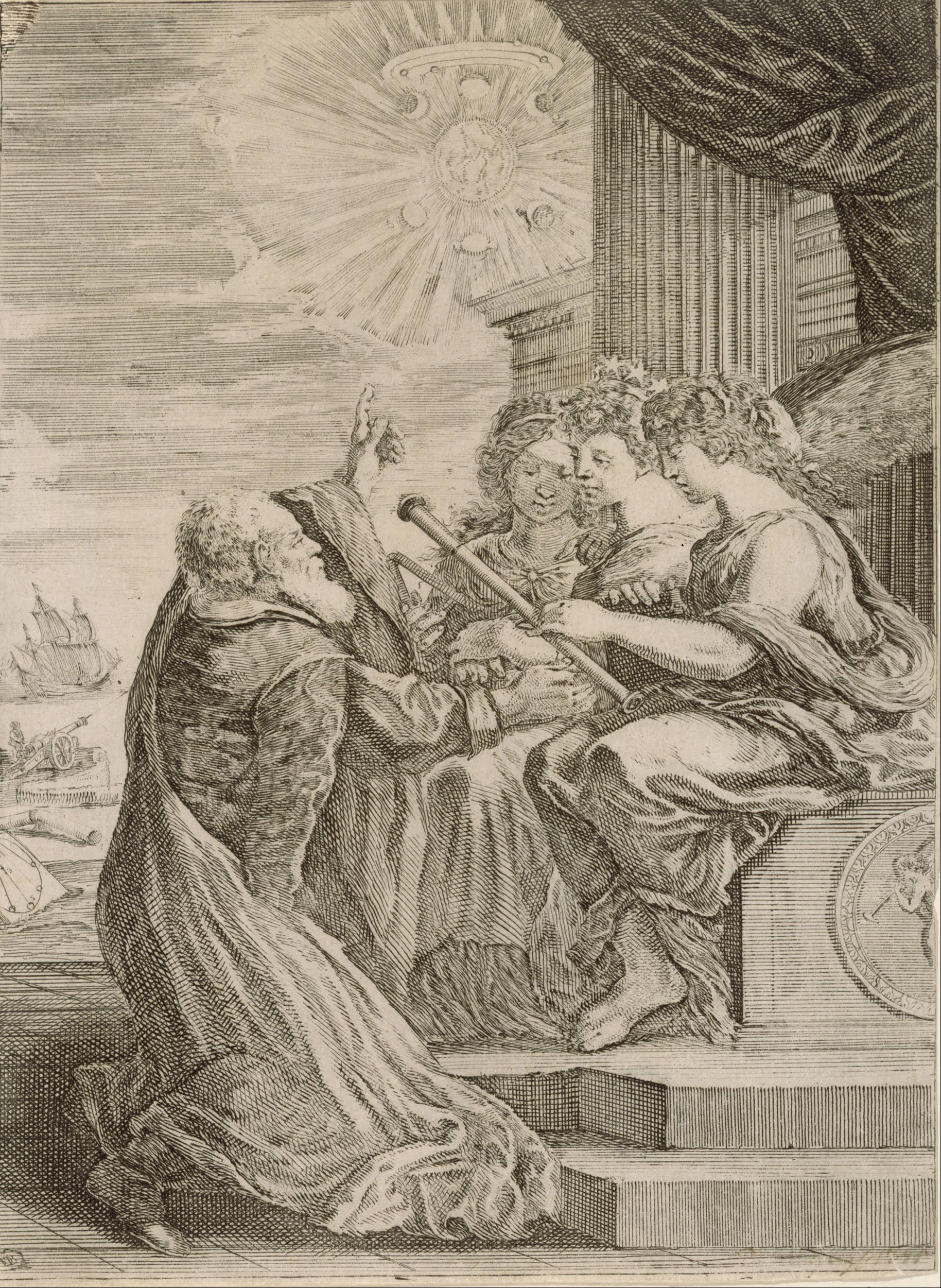
Стефано делла Белла. Фронтиспис до твору Галілео Галілея

- «Урочистості з нагоди канонізації Андреа Корсіні»
- графічна серія «Гавані»
- «Польське посольство графа Осоліньського»
- «Орнаменты», «Фризи», «Елементи»
- «Картуши»
- «Гротески»
- «Блокада міста Аррас»
- «Новий міст (Париж)» («Le Pont Neuf»)
- «Танок смерті»

## Галерея обраних творів

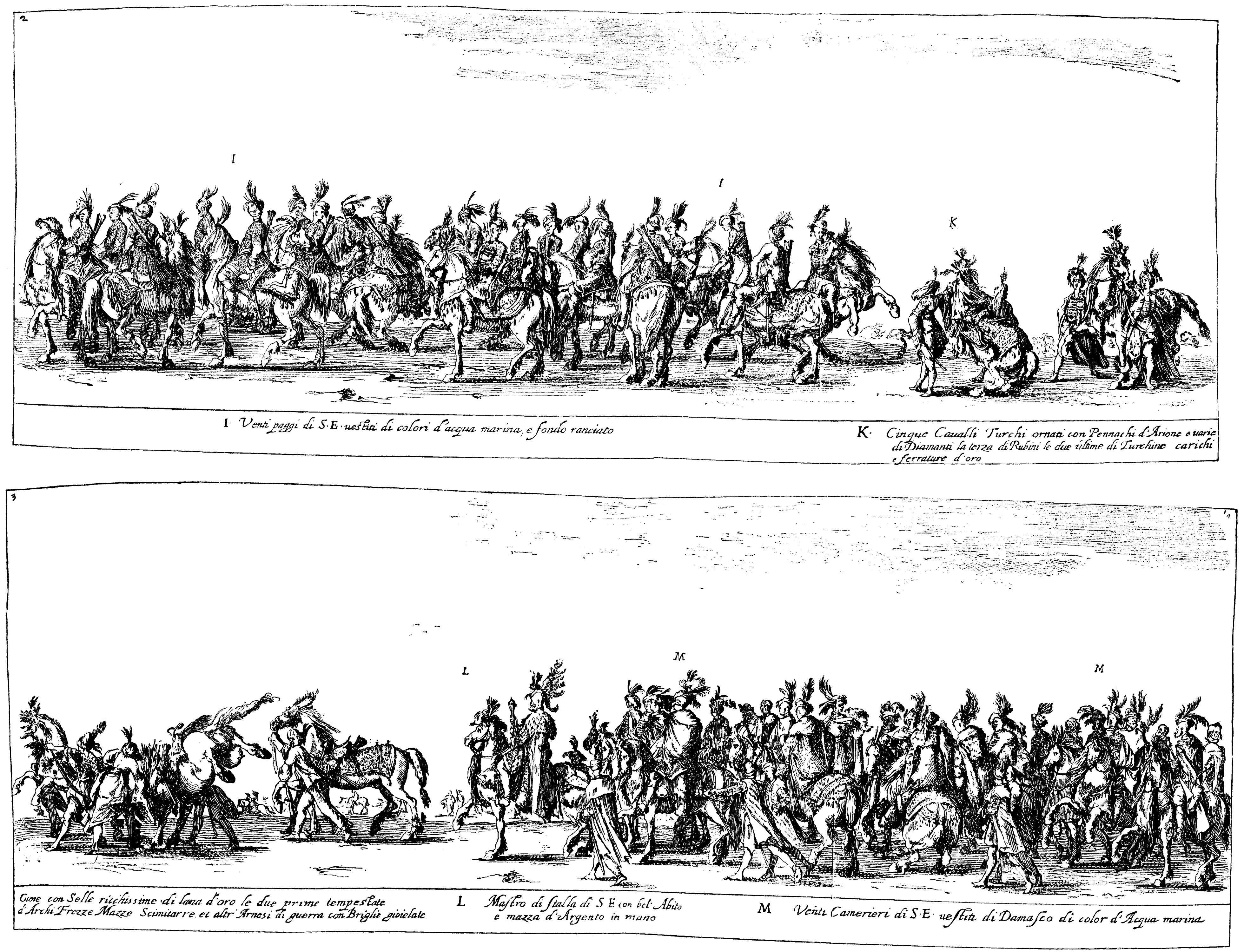
«Дипломатичне представництво польського графа Єжи Оссоліньського прибуло до Рима». 1633 р.

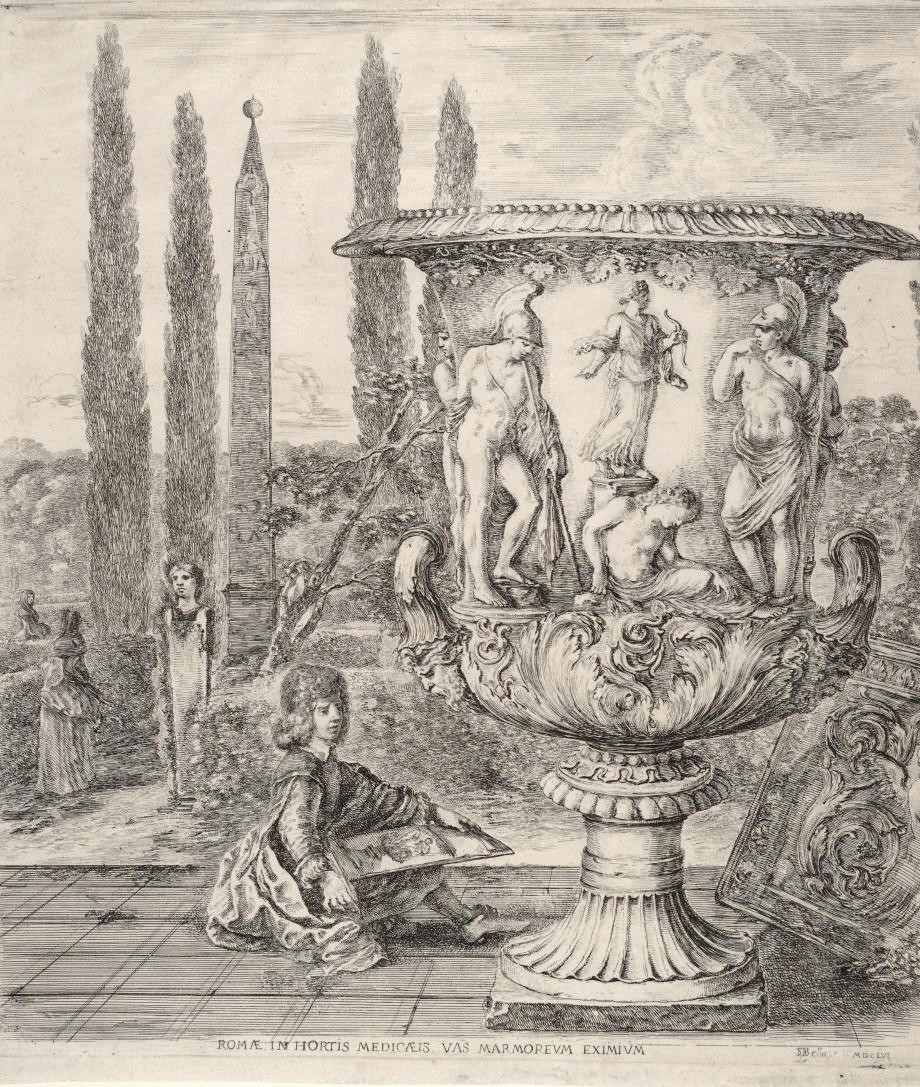
«Ваза Медічі», 1656 р.
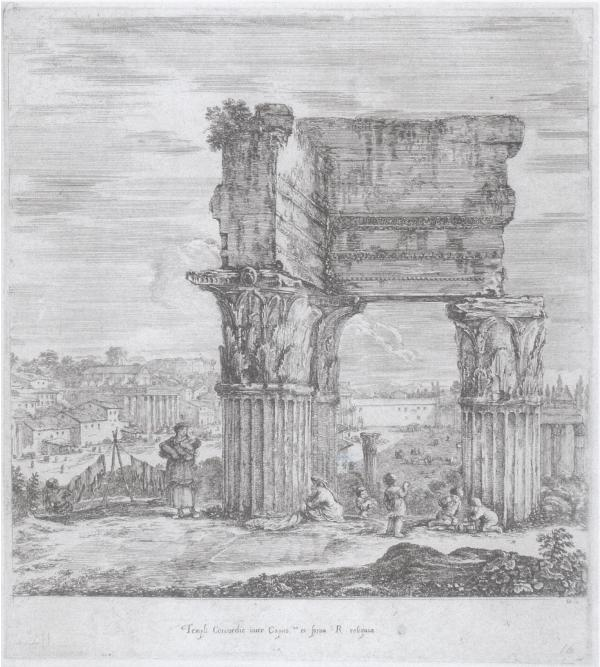
«Три колони від колишнього храму імператора Веспасіана у Римі», бл. 1656 р.
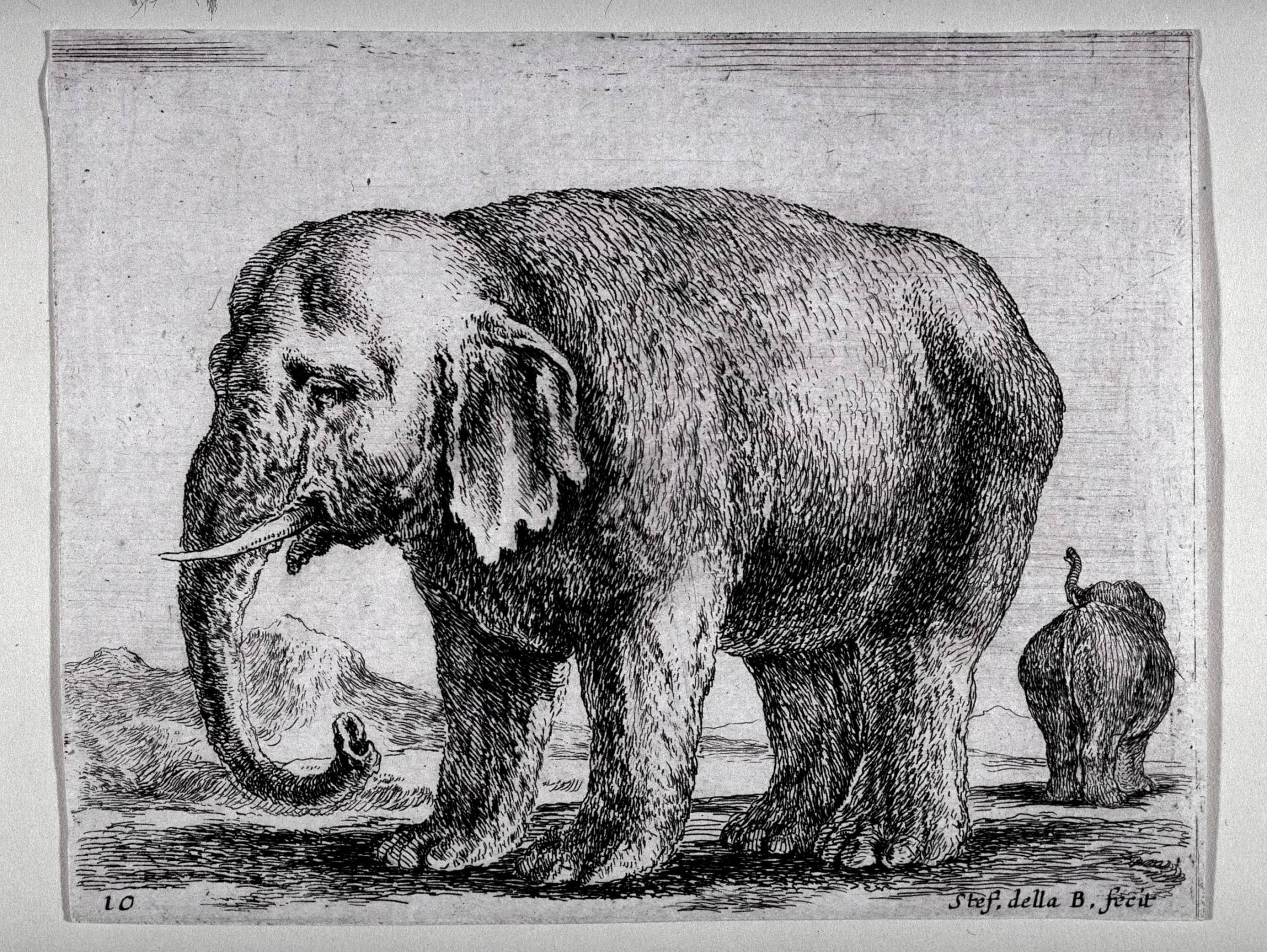
«Слон», офорт, 1641 р.
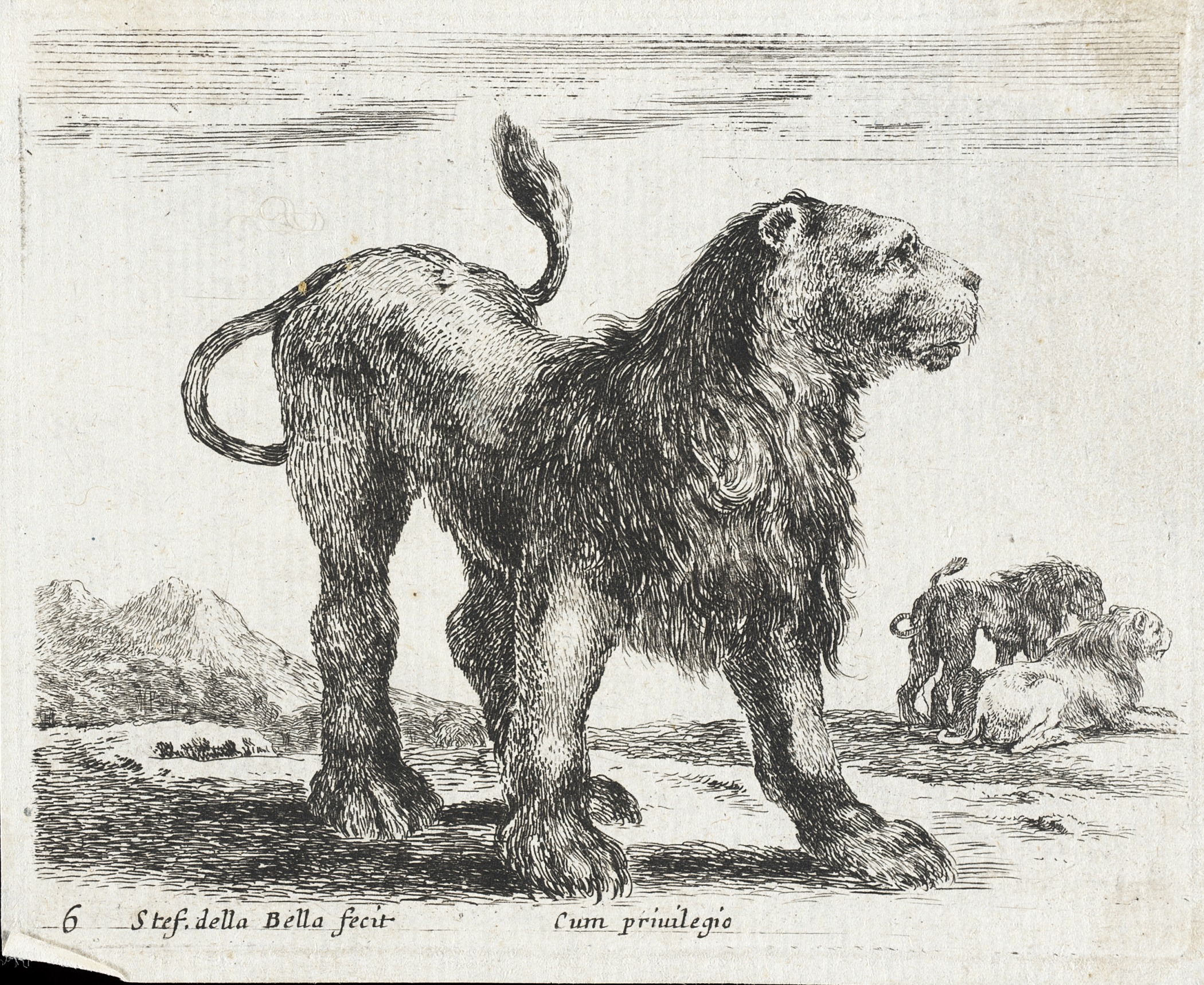
«Лев», офорт, 1641 р